# Andreas Krüger
Andreas Krüger (Neuendorf bei Potsdam, 1719 – Berlino, 1759) è stato un architetto e pittore tedesco.

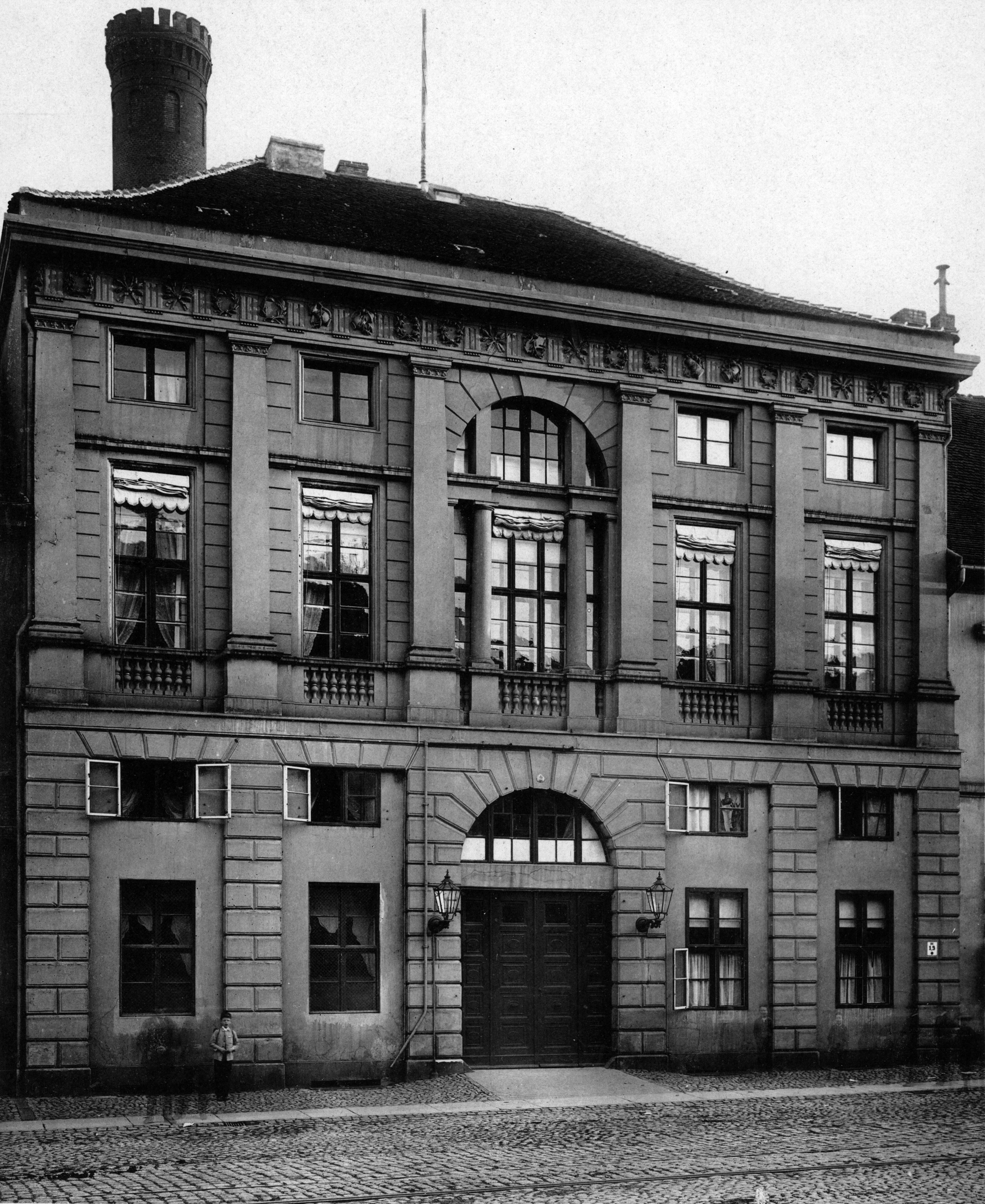

Lavorò con Georg Wenzeslaus von Knobelsdorff a Potsdam e a Berlino. Aderì al movimento classicista, ma se ne allontanò nella costruzione del Niederländisches Palais a Berlino.